# Училищный дом имени Петра Великого
Училищный дом имени Петра Великого — памятник архитектуры. Расположен в Санкт-Петербурге, современный адрес дома — Петроградская набережная, 2.
Постройка здания Городского училищного дома была приурочена к празднованию 200-летия Санкт-Петербурга. Выбранное для строительства место несколько раз переносили: сначала (19 марта 1899 года) училище планировалось поставить у Пенькового буяна, фасадом к домику Петра I, для строительства комплекса было выделено 1800 кв. саженей. 16 апреля 1903 года из-за высокой стоимости земли в выбранном месте (220 рублей) состоялся перенос запланированного места на угол Пеньковой и Малой Дворянской улиц (120 рублей за кв. сажень, но даже тут Городская дума одобрила выбранное место не единогласно, 38 за и 21 против, предложение внесено 29 апреля и принято 12 мая).

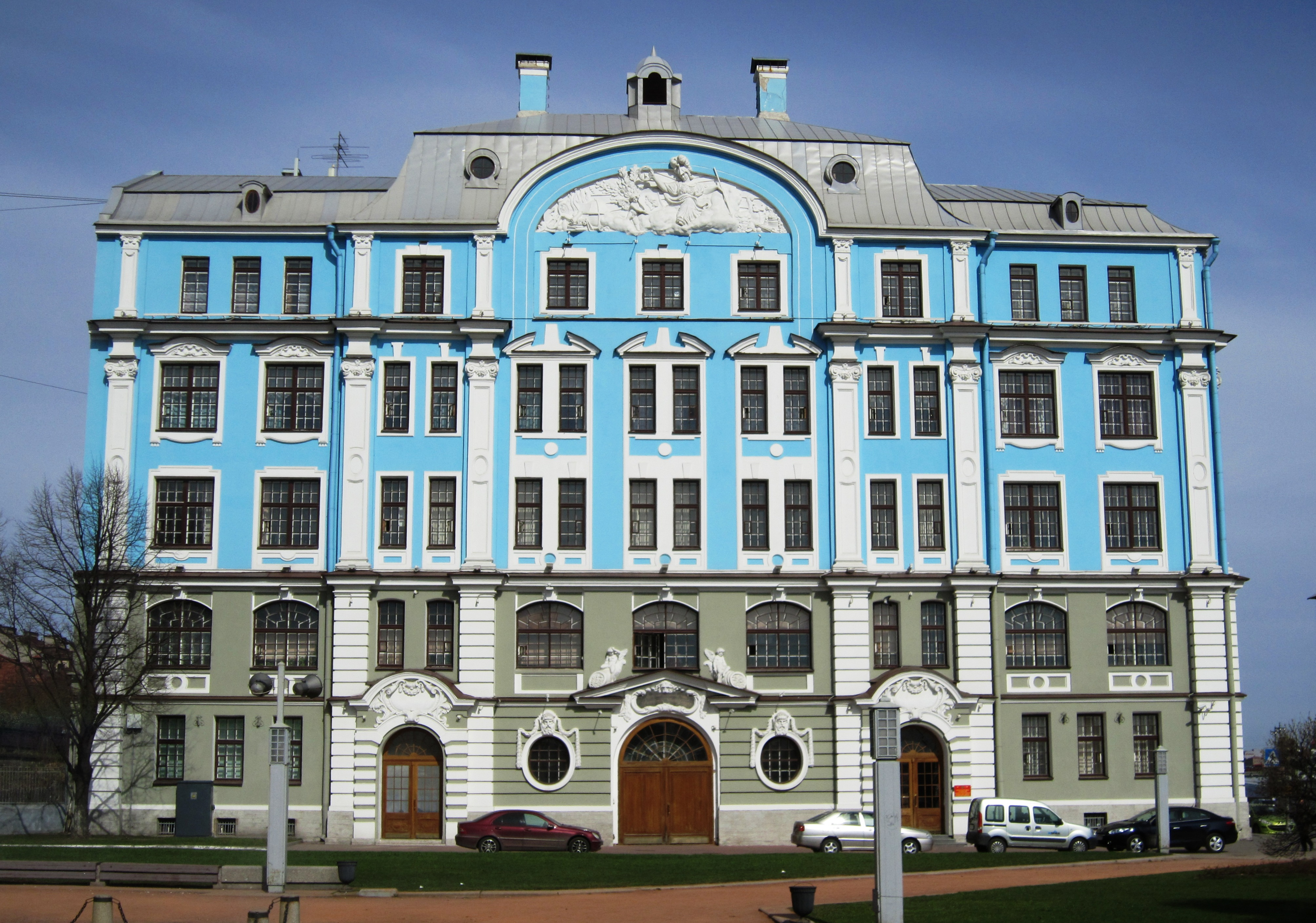
Южный корпус

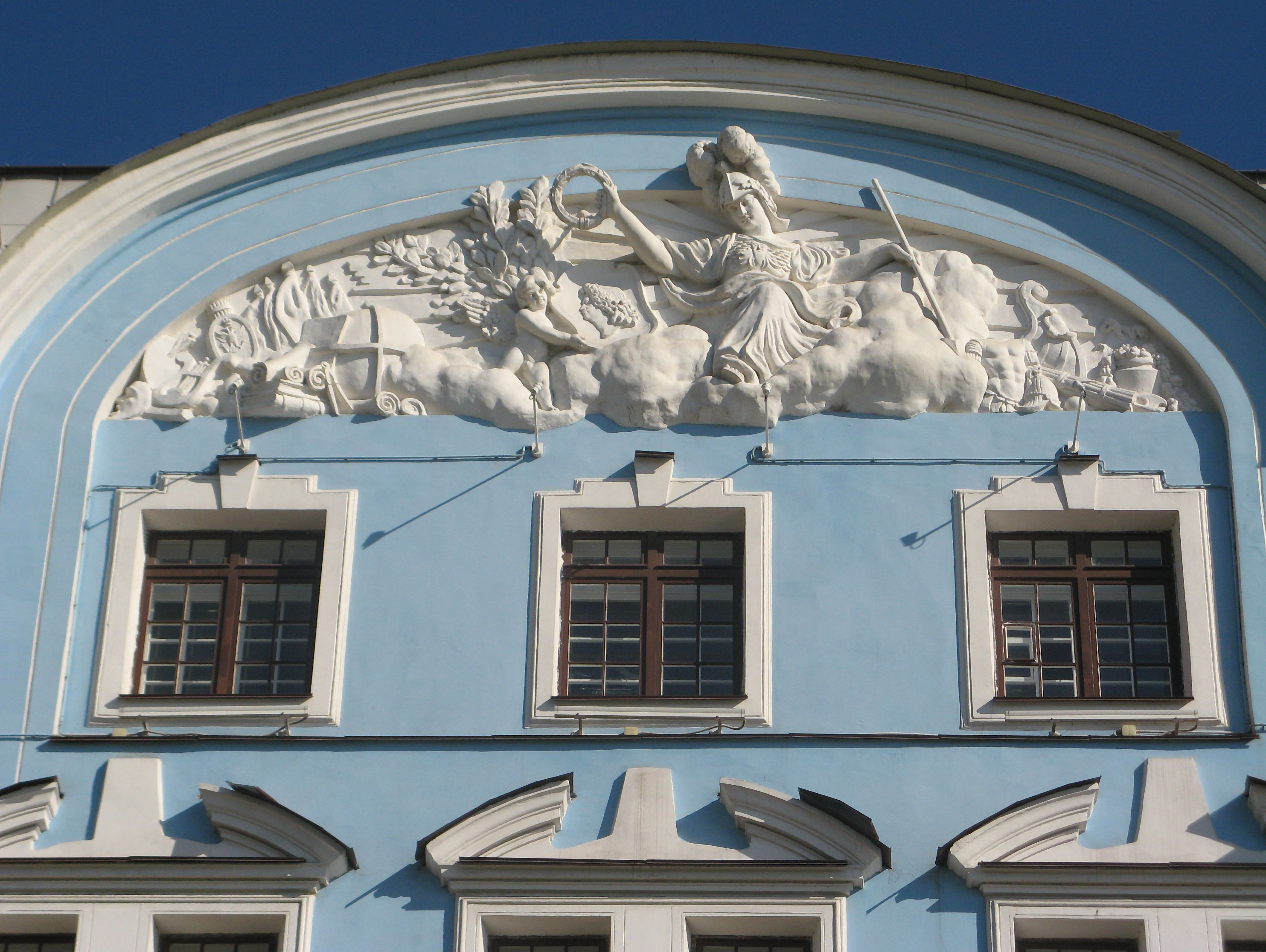
Лучковый фронтон южного корпуса

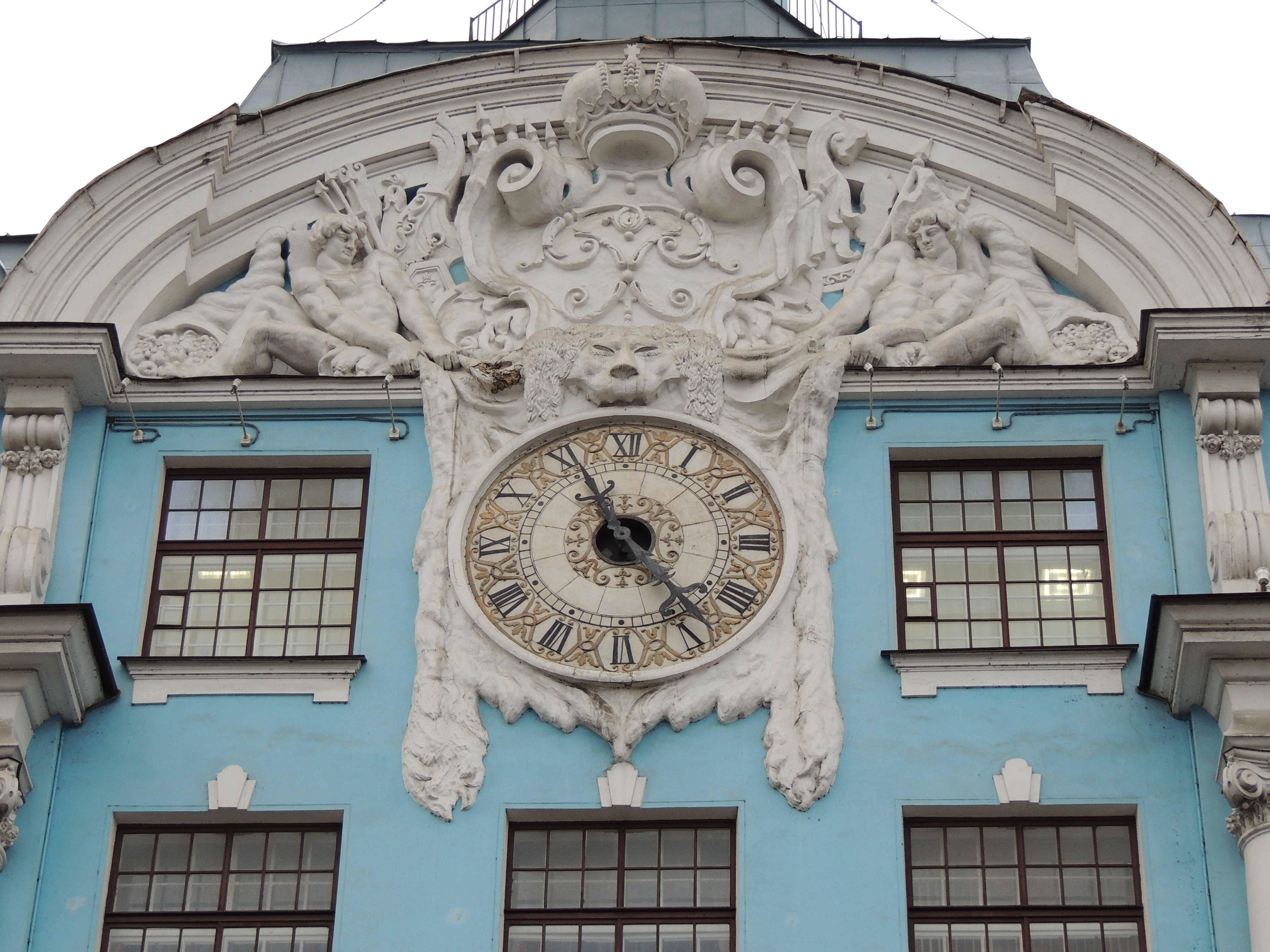
Часы и монограмма Петра I

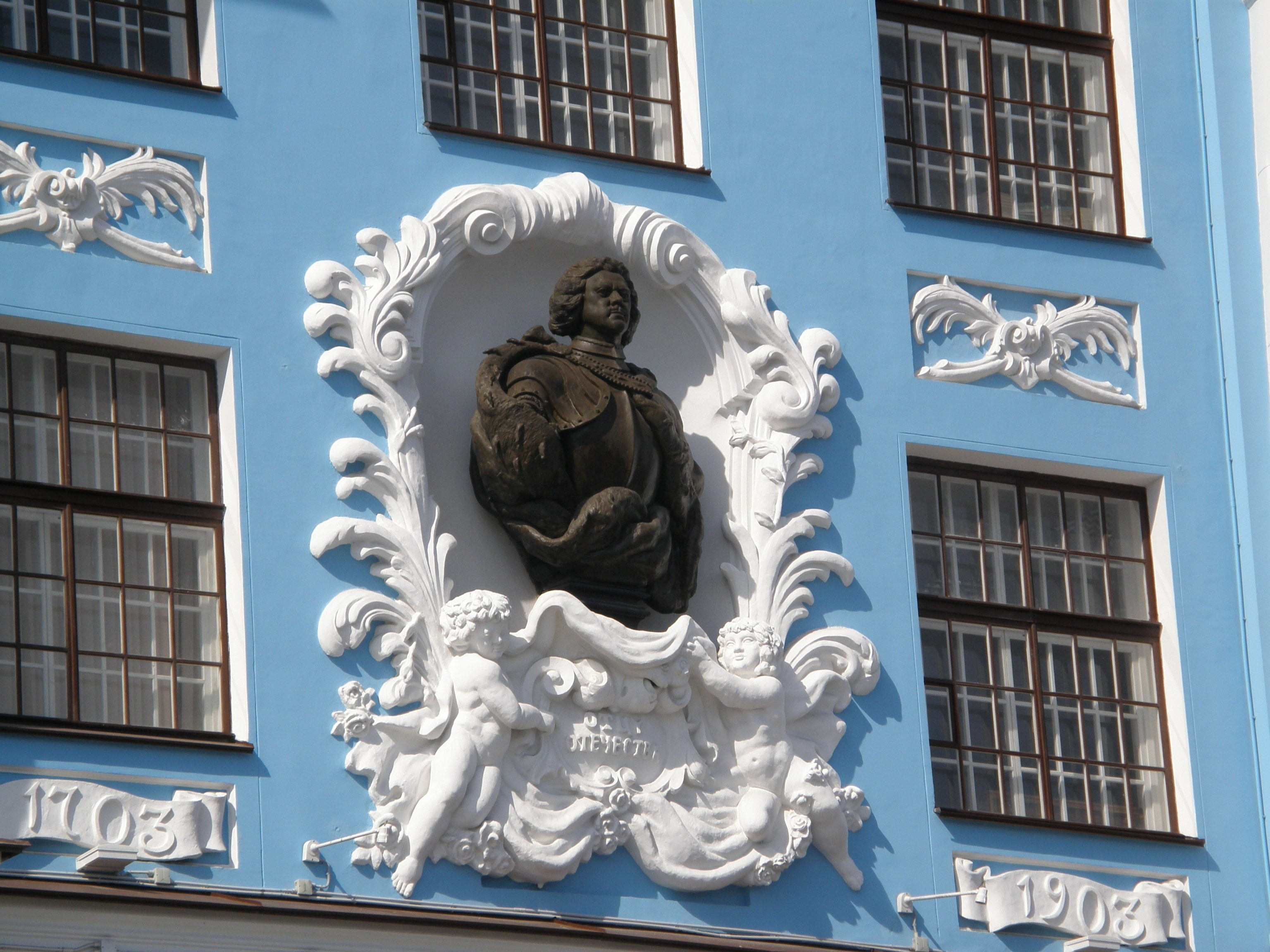
Картуш с бюстом Петра I

Первая торжественная закладка училища состоялась 28 мая 1903 года с участием делегаций из Парижа и Сербии, мэров французских городов, бургомистров Берлина, Мюнхена, Данцига и Кёнигсберга, главы Софии, мэра Бухареста, бургомистра Стокгольма. Был создан символический фундамент, куда городской голова «на счастье» кинул несколько золотых и серебряных монет. Сверху поставили покрашенный голубым крест.
Конкурс был проведён после закладки, в апреле-мае 1905 года, после поиска компромиссов между пожеланиями к училищу и бюджетом в требованиях к основному корпусу были двенадцать классов начального училища, четырёхклассные училища, как мужское, так и женское, и городская бесплатная читальня. В другом здании должны были находиться мужское и женское ремесленные училища, рассчитанные на 150 человек. У каждого училища должен был быть свой вход, раздевалка и уборные. Для персонала должен был быть создан лифт. В комплексе должно было быть два двора, для игр (большой) и служебный (малый). На главном фасаде со стороны домика Петра I должен был быть бюст или полнофигурная статуя Петра. В конкурсе участвовали А. И. Дмитриев, А. Л. Лишневский и Н. А. Виташевский, победил Дмитриев. В жюри заседали Г. В. Барановский, Л. Н. Бенуа и А. И. фон Гоген.
В 1905—1907 годах при перепланировке района выяснилось, что здание на этом месте будет мешать прокладке Петровского проспекта, вновь было предложено место на углу Малой Дворянской и Петровской набережной, но стоимость земли там составляла уже 500 рублей за кв. сажень (кроме того, проект училища конкурировал за место с новым зданием Городской Думы). В итоге под Училищный дом был отдан участок, где он и стоит сейчас — на берегу Большой Невки.
Изначально предполагалось, что здание будет построено из некрашеного красного кирпича, на что влияло нахождение рядом Домика и пожарной части. Однако Дмитриев, пока ожидал начала строительства, привлёк к работам А. Н. Бенуа и других мастеров «Мира искусств», в результате чего здание получило известный нам вид. В здании использованы черты петровского барокко — высокий шпиль-игла, мелкая расстекловка оконных переплётов, кровля с переломом, окраска фасада в два цвета, рустованные лопатки и постаменты под колоннами. Для соблюдения требований проекта на предоставленном участке здание сделано пятиэтажным. В основном корпусе было 12 классов начальных школ и четырёхклассные училища, корпус ремесленного училища и зал с примыкающим к нему флигелем для персонала были расположены перпендикулярно. Окна классов выходили на улицу, а коридорные — во двор. Основной фасад асимметричен, членения соответствуют расположению классов, в левой части заглублением выделен корпус ремесленного училища. Над фонариком и шпилем стоит кораблик-флюгер. Южный фасад, принадлежавший ремесленному училищу, симметричен, в его центре — лучковый фронтон с рельефом. С севера стоит лестничная башня со ступенчато размещёнными окнами. Со стороны Пеньковой улицы были построены два облицованных гранитом погреба с оформлением в духе ампира.
Картуш с бюстом Петра I, стоящий в нише на уровне третьего этажа, и скульптурная группа на тимпане фронтона созданы по рисункам Бенуа скульптором В. В. Кузнецовым. На фасаде были установлены часы фирмы «Фридрих Винтер» (что стало последней работой фирмы в городе, хотя её же часы стоят на Адмиралтействе, Николаевском вокзале и на башне Городской Думы); они расположены на лепной львиной шкуре, которую держит группа юношей, рядом с монограммой Петра I. Бюст был отлит в мастерской В. З. Гаврилова. Металлические элементы, в том числе кованые решётки, изготовила мастерская В. К. Рейнгарда и В. В. Палехова.
Окончательный проект был утверждён Городской Думой 10 октября 1908 года, Техническо-строительным комитетом МВД 21 апреля 1909 года, Николаем II — 30 апреля. Новая закладка 26 июня 1909 года была посвящена уже 200-летию Полтавской битвы, причём она прошла, когда строительство шло уже месяц. Здание было построено к осени 1910 года с участием А. Е. Белогруда, занятия в 37 классах начались в ноябре того же года, до официального открытия. Ремесленные училища, обучавшие рисованию и черчению специалистов для нужд промышленности, открылись 15 января 1912 года. Отделка парадных залов была завершена к сентябрю 1911 года, в марте 1912 года (ко дню рождения Петра I) здание было освящено.
Мотивы петровского барокко были использованы также и в интерьерах, что проявляется в фигурных каминах, панелях из расписных изразцов, выполненных предприятием П. К. Ваулина и О. О. Гельдвейна. Главный вестибюль перекрыт крестовыми сводами, на перилах лестниц в зал — вензеля Петра I.
С 1917 года в здании были школы, с 1944 года в нём размещено Нахимовское училище. Во время блокады Ленинграда в доме был Военно-учебный пункт. Рядом со зданием стоит на стоянке крейсер «Аврора», в котором курсанты училища проходят практику.
В 2017—2018 годах прошёл капитальный ремонт и реконструкция здания, младшие курсы училища на это время были переведены в Воронцовский дворец. Были полностью переоснащены учебные классы и построен новый многофункциональный корпус, территория учебного заведения увеличилась в три раза, а все его корпуса, по заверению руководства, были «объединены в единый архитектурный ансамбль». Ради расширения территории были снесены два детских сада и исторический резервуар для воды, сняты с охраны интерьеры здания фильтров и отстойников Петроградской фильтроозонной станции.